# Sąpolno
Sąpolno (kaszub. Sąpólno, Sąpòlniô lub też Sãpòlno, niem. Sampohl, dawniej Szampolnieii, Sampolno) – wieś w Polsce, położona w województwie pomorskim, w powiecie człuchowskim, w gminie Przechlewo, przy trasie linii kolejowej Miastko-Człuchów (obecnie zawieszonej). Siedziba sołectwa Sąpolno, w którego skład wchodzą również Czosnowo i Zdrójki.
W latach 1975–1998 wieś administracyjnie należała do województwa słupskiego.
Niedaleko wsi znajduje się byłe lotnisko wojskowe w Konarzynach.
Od 1819 roku w Sąpolnie funkcjonuje szkoła podstawowa.

## Integralne części wsi
| SIMC    | Nazwa    | Rodzaj     |
| ------- | -------- | ---------- |
| 0749873 | Czosnowo | przysiółek |

## Zabytki
Według rejestru zabytków NID na listę zabytków wpisany jest kościół parafialny pw. św. Wawrzyńca z lat 1933-34, nr rej.: A-1866 z 19.08.2010.